# Molophilus abruptus
Molophilus abruptus là một loài ruồi trong họ Limoniidae. Chúng phân bố ở miền Australasia.